# Йевер
Йевер (на немски: Jever, [ˈjeːfɐ]) е град в северната част на област Фризия в Долна Саксония, Германия с 13 826 жители (към 31 декември 2012). Намира се на ок. 15 км западно от Вилхелмсхафен на Северно море. В града от 1848 г. се произвежда бирата „Йевер“.
От 15 век град Йевер е столица на Господство Йевер с резиденция дворец Йевер.
Градът получава през 1536 г. правата на град.